# Sadık Emir Kabaca
Sadık Emir Kabaca (Balçova, 13 dicembre 2000) è un cestista turco.

## Carriera
Con la Turchia ha disputato i Campionati europei del 2022.